# 로버트 파이프
로버트 파이프(Robert Fyfe, 1925년 6월 19일 ~ )는 영국의 배우, 텔레비전 배우이다.
앨로아에서 태어났다.

## 영화
- 클라우드 아틀라스 (2012년)
- 바벨 (2006년) - 여행객 #14 역
- 80일간의 세계일주 (2004년)
- 51번째 주 (2001년)
- 엑스트로 (1983년)
- Z 카스 (1962년)